# Super Prestige Pernod 1985
De Super Prestige Pernod 1985 was de 27e editie van dit regelmatigheidsklassement in het wielrennen. In tegenstelling tot vorig seizoen leverde Parijs-Brussel dit jaar geen punten meer op voor het klassement. Daarentegen werd de Ronde van Catalonië (voor het eerst sinds 1977) weer aan de kalender toegevoegd. Daardoor telden er net als vorig seizoen 27 wedstrijden mee voor de Super Prestige Pernod.
De top-drie van het eindklassement kwam uit Angelsaksische landen. Sean Kelly werd voor het tweede jaar op rij eindwinnaar dankzij winst in de afsluitende Ronde van Lombardije. Eerder dat jaar had hij Parijs-Nice voor het vierde achtereenvolgende jaar gewonnen, een prestatie die tot op heden (2023) nog niet is geëvenaard. De tweede plaats was voor Phil Anderson en Greg LeMond eindigde zonder een wedstrijd te winnen als derde (hij behaalde wel een podiumplek in de Giro, de Tour en op het WK). Bernard Hinault werd vierde in het eindklassement. Hinault won de Ronde van Italië voor de derde keer en de Ronde van Frankrijk voor de vijfde keer. Hierdoor behaalde hij niet alleen de dubbel Giro–Tour, maar door zijn vijfde Touroverwinning kwam hij ook op gelijke hoogte met Jacques Anquetil en Eddy Merckx. De 38-jarige wereldkampioen Joop Zoetemelk eindigde als beste Nederlander (zesde). Op het WK was hij de oudste wereldkampioen bij de mannen geworden. Deze status heeft Zoetemelk tot op heden nog steeds. Behalve de Super Prestige Pernod werden er nog twee andere prijzen uitgereikt: de Prestige Pernod voor Franse renners en de Super Promotion voor renners onder de 25 jaar.

## Wedstrijden
| Datum           | Koers                                              | Winnaar                |
| --------------- | -------------------------------------------------- | ---------------------- |
| 2 maart         | Omloop Het Volk (1985)                             | Eddy Planckaert        |
| 3–10 maart      | Parijs-Nice (1985)                                 | Sean Kelly             |
| 7–13 maart      | Tirreno-Adriatico (1985)                           | Joop Zoetemelk         |
| 16 maart        | Milaan-San Remo (1985)                             | Hennie Kuiper          |
| 7 april         | Ronde van Vlaanderen (1985)                        | Eric Vanderaerden      |
| 10 april        | Gent-Wevelgem (1985)                               | Eric Vanderaerden      |
| 14 april        | Parijs-Roubaix (1985)                              | Marc Madiot            |
| 17 april        | Waalse Pijl (1985)                                 | Claude Criquielion     |
| 21 april        | Luik-Bastenaken-Luik (1985)                        | Moreno Argentin        |
| 27 april        | Amstel Gold Race (1985)                            | Gerrie Knetemann       |
| 1 mei           | Rund um den Henninger-Turm (1985)                  | Phil Anderson          |
| 5 mei           | Kampioenschap van Zürich (1985)                    | Ludo Peeters           |
| 23 april–12 mei | Ronde van Spanje (1985)                            | Pedro Delgado          |
| 7–12 mei        | Ronde van Romandië (1985)                          | Jörg Müller            |
| 7–12 mei        | Vierdaagse van Duinkerke (1985)                    | Jean-Luc Vandenbroucke |
| 25 mei          | Bordeaux-Parijs (1985)                             | René Martens           |
| 27 mei–3 juni   | Critérium du Dauphiné Libéré (1985)                | Phil Anderson          |
| 16 mei–9 juni   | Ronde van Italië (1985)                            | Bernard Hinault        |
| 12–16 juni      | Grand Prix du Midi Libre (1985)                    | Silvano Contini        |
| 11–20 juni      | Ronde van Zwitserland                              | Phil Anderson          |
| 28 juni–21 juli | Ronde van Frankrijk (1985)                         | Bernard Hinault        |
| 1 september     | Wereldkampioenschap in Giavera del Montello (1985) | Joop Zoetemelk         |
| 4–11 september  | Ronde van Catalonië (1985)                         | Robert Millar          |
| 3–16 september  | Ronde van de Toekomst (1985)                       | Martin Ramírez         |
| 21 september    | Grote Landenprijs (1985)                           | Charly Mottet          |
| 6 oktober       | Grote Herfstprijs (1985)                           | Ludo Peeters           |
| 12 oktober      | Ronde van Lombardije (1985)                        | Sean Kelly             |

## Eindklassementen

### Individueel
| Plek | Renner            | Punten |
| ---- | ----------------- | ------ |
| 1    | Sean Kelly        | 309    |
| 2    | Phil Anderson     | 288    |
| 3    | Greg LeMond       | 208    |
| 4    | Bernard Hinault   | 185    |
| 5    | Moreno Argentin   | 170    |
| 6    | Joop Zoetemelk    | 153    |
| 7    | Stephen Roche     | 130    |
| 8    | Robert Millar     | 120    |
| 8    | Eric Vanderaerden | 120    |
| 10   | Hennie Kuiper     | 113    |

- Prestige Pernod: Charly Mottet
- Super Promotion: Niki Rüttimann

1959 · 1960 · 1961 · 1962 · 1963 · 1964 · 1965 · 1966 · 1967 · 1968 · 1969 · 1970 · 1971 · 1972 · 1973 · 1974 · 1975 · 1976 · 1977 · 1978 · 1979 · 1980 · 1981 · 1982 · 1983 · 1984 · 1985 · 1986 · 1987